# Pinamar
Pinamar est une ville et une station balnéaire de la province de Buenos Aires, en Argentine, et le chef-lieu du partido Pinamar. Sa population s'élevait à 25 589 habitants en 2010 contre 20 175 habitants en 2001 .

## Géographie
Pinamar est située sur la côte Atlantique, à 309 km — 342 km par la route — au sud-est de Buenos Aires.

## Description
Pinamar est principalement une station balnéaire, relativement calme pendant les mois d'hiver. Pinamar suit un code d'urbanisme très strict contrairement à la plupart des autres stations balnéaires du pays. Les dunes de sable naturelles ont été plantées de pins, ce qui explique la racine « pina » dans le nom de la ville. L'urbanisme a été défini par l'architecte Jorge Bunge et maintenu par les autorités municipales successives, contribuant à la beauté du décor de la ville.

## Galerie
|  |  |

## Jumelage
- Deauville (France) depuis 2017